# Угорье (Самарская область)
Уго́рье — посёлок в Кинельском районе Самарской области. Административный центр сельского поселения Кинельский.

## География
Удалённость от районного центра — города Кинель 6 км, а от областного центра — города Самара 34 км.
В 500 метрах от посёлка расположено Святогорное озеро. Вода озера, преимущественно сульфатно-кальциевого типа, поступающая из нижнеказанских отложений, характеризуется высокой минерализацией и жёсткостью, а также значительным содержанием сероводорода. Такая вода оказывает лечебный эффект на организм человека.
Рядом с посёлком Угорье находится облагороженный родник Угорье. Вода родника согласно проведённым исследованиям, особо ценная по своему составу и полностью соответствует ГОСТу «Вода питьевая». В 2011 году Родник Угорье был облагорожен совместными усилиями волонтеров из ДМО «Шанс» г. Тольятти, представителей министерства лесного хозяйства, охраны окружающей среды и природопользования Самарской области, муниципального района Кинельский и Фонда социально-экологической реабилитации Самарской области.
Основная река — Язёвка, впадающая в реку Большой Кинель. Слово Киңель булгарского происхождения, состоит из слов — тат. Киң, в значении Широкий/Широкая, и тат. Елга — Река. Киңел — сокращённый вариант.
Почвенный покров представлен серыми лесными почвами, солонцами и солончаками.
Природные ресурсы представлены полезными ископаемыми и гидроресурсами. Полезные ископаемые представлены топливными ресурсами — нефтью, газом и горючими сланцами, а также строительным сырьём: пески и глина.
Растительный покров представлен лесными (с преобладанием осины, березы), луговыми и степными формациями. Лесная растительность в степной зоне практически отсутствует. Зональной растительностью, является разнотравно-типчаково-ковыльная степь, в травостое которой ведущую роль играют степные злаки — ковыль и типчак. Растительность близ лежащего оврага и пойм представлена крупно-разнотравными лугами с участками степных элементов в сочетании с древесно-кустарниковой растительностью.
Животный мир на близлежащей территории посёлка богат и разнообразен. Встречаются следующие виды животных: заяц, лисица, ёж; из птиц — сова, серая цапля, серая утка, куропатка, кулик и многие другие. Выявлено сотни видов насекомых. Обнаружено значительное количество видов, занесённых в Красную книгу России, редких для региона.

## История
Посёлок был основан в начале 19 века переселенцами с Правобережья Волги и из Пензенской губернии. Согласно архивным данным, в числе которых «Справочник административно-территориального деления Самарской области на 1.02.1992», изданный издательством «Самара» для Самарского Совета народных депутатов, посёлок Угорье основан и заселен мордвами. В 1920 году официально наделен статусом посёлок. В дни Великой Отечественной войны на фронт ушли более 50 человек, поэтому в 2017 году в посёлке был открыт памятник жителям, защищавших нашу Родину во время Великой Отечественной войны 1941—1945 гг.. В послевоенное время посёлок активно благоустраивался. В 1947 году он был полностью электрифицирован. В 1973 году Указом Президиума ВС РСФСР посёлок участка № 5 совхоза «Кинельский» переименован в Угорье.
В словаре В. И. Даля есть определение слова «Угорье» — это среднее подножье гор, спуск, склон, подъём близ гор, вся полоса между плоскостью и горами.
Вероятно в основу названия посёлка легло его месторасположение. Угорье расположено на склоне холмов, называемых в народе Михеевской горой.
Есть предположение археологов, что в холме под слоем земли было древнее поселение — селище, существовавшее здесь до тысячного года. В 9 веке ещё задолго до основания посёлка на этом месте была деревня с развитой культурой.
Также рядом с Угорьем есть знаменитое место — Подрынок (название происходит от слова «рынок»), располагающееся на месте великого торгового шелкового пути, караванной дороги, связывавшая Восточную Азию со Средиземноморьем в древности и в средние века.

## Население
| 2010 |
| ---- |
| 273  |

## Экономика
Сельское хозяйство
Растениеводство специализируется на выращивании пшеницы, ячменя, проса, гречихи, подсолнечника, овощей. Есть поля, принадлежащие Поволжской государственной зональной машиноиспытательной станции".
Тепличное хозяйство «Агро» с общей площадью теплиц в 36 гектаров выращивает свежие огурцы и помидоры. Ежегодно на потребительские рынки Самарской области из теплиц «Агро» поставляется около 90 тонн свежих овощей.

## Транспорт
Автомобильный
В 5 км от посёлка Угорье проходит автодорога федерального значения Р225: «Самара—Бугуруслан». Дорога Р225 имеет выходы на автостраду М5 «Урал», автотрассу М32 Самара — Большая Черниговка — граница с Казахстаном, автодорогу Р226 Самара — Пугачев — Энгельс — Волгоград и автотрассу Р224 Самара — Оренбург. В населённом пункте Кинель автодорога Р225 имеет выход на автотрассу Кинель — Богатое. А в Бугуруслане этот маршрут пересекается с автотрассой Р246 Бугульма — Бугуруслан — Бузулук — граница с Казахстаном. Автобусный маршрут № 126 Кинель — Самара.
Железнодорожный
Регулярно ходят электропоезда (остановочный пункт Язёвка) до Самары и Абдулино.
Около посёлка проходит Южный ход Транссибирской магистрали «Москва—Самара—Уфа—Челябинск—Курган—Петропавловск—Омск—Новосибирск».
Кинель — одна из крупнейших сортировочных станций Куйбышевской железной дороги. Здесь сходятся магистрали с четырёх направлений: на Самару (двухпутная, электрифицирована по системе постоянного тока, интенсивное движение пассажирских, пригородных и грузовых поездов), на Уфу (двухпутная, электрифицирована по системе постоянного тока, интенсивное движение пассажирских и грузовых поездов), Оренбург (двухпутная, неэлектрифицированная, планируется электрификация по системе переменного тока, входит в состав Южно-Уральской железной дороги, движение пассажирских и пригородных поездов, интенсивное грузовое движение) и Южный обход Самарского узла, соединяющий напрямую станции Кинель и Звезда.
Воздушный
На расстоянии 7 км южнее посёлка Угорье находится аэродром Бобровка, на котором ежегодно в августе проходит авиашоу, организуемое Самарским областным аэроклубом РОСТО.

## Инфраструктура
Угорьевская основная общеобразовательная школа(официальный сайт http://ugore.minobr63.ru/), библиотека, магазин, медицинский пункт, сельский дом культуры (официальное сообщество https://vk.com/club.cdk.ugorie )
Коммуникации: свет, газификация, водопровод, асфальтовая дорога, телефонные линии.